# Mamadou Diakité (politique)
Pour les articles homonymes, voir Mamadou Diakité et Diakité.
Mamadou Diakité, né en 1950 à Bamako, est un homme politique malien, ministre de la Jeunesse, du Travail, de l’Emploi et de la Formation professionnelle du Mali sous le gouvernement Cheick Modibo Diarra I.

## Carrière
Docteur en droit public à l’Université de Paris I, Mamadou Diakité a servi dans l'Administration malienne comme :
- Conseiller à la section administrative de la Cour suprême,
- Secrétaire législatif puis secrétaire général de l'Assemblée nationale,
- Membre de la Commission technique chargée de l’élaboration de l’Acte fondamental de la IIIe République,
- Directeur général de l’Institut national de prévoyance sociale (INPS),
- Membres de la « Commission loi constitutionnelle » du Forum politique national chargé de la relecture de la Constitution de 1992,
- Directeur national adjoint des affaires judiciaires et du sceau,
- Coordonnateur national du projet PNUD/Mali dénommé « Appui à la promotion et la protection des droits humains » (APPDH).

Magistrat de formation, Mamadou Diakité a animé des sessions de formation sur les droits humains à l’École nationale d’administration (ENA) de Bamako et à l’École Centrale pour l’industrie, le commerce et l’administration (ECICA).

## Sources
- « ministre de la Jeunesse, du Travail, de l’Emploi et de la Formation professionnelle: Mamadou Diakité»